# Амбовомбе
Амбовомбе-Андрой [ambuˈvumbe ˈaɳɖʐuj], или просто Амбовомбе, е град в най-южната част на Мадагаскар и столица на района на Андрой. Амбовомбе вече придоби статут на град, като официално изчисленото население през 2013 г. е 108 700.
Градът е разположен в близост до южното крайбрежие на 25 ° 10′37 ″ Ю 46 ° 05′13 ″ Изд.
Градът е свързан с националния път 13 с Толанаро (110 км) на изток. RN 13 също води на север до Ихоси (383 км), а Националният път 10 северозападно до Толиара, но тези пътища са в лошо състояние.